# Biały Bór
Pour l’article homonyme, voir Biały Bór (Basses-Carpates).
Biały Bór (prononcé [ˈbjawɨ ˈbur] ], en allemand : Baldenburg) est une ville de la voïvodie de Poméranie occidentale, dans le nord-ouest de la Pologne.

## Histoire
De 1818 à 1945, Baldenburg fait partie de l'arrondissement de Schlochau dans le district de Marienwerder, administré par la province de Prusse-Occidentale.

## Personnalités nées dans la ville
- Georg Ludwig Rudolf Maercker (1865-1924), général allemand